# Papilio ajax

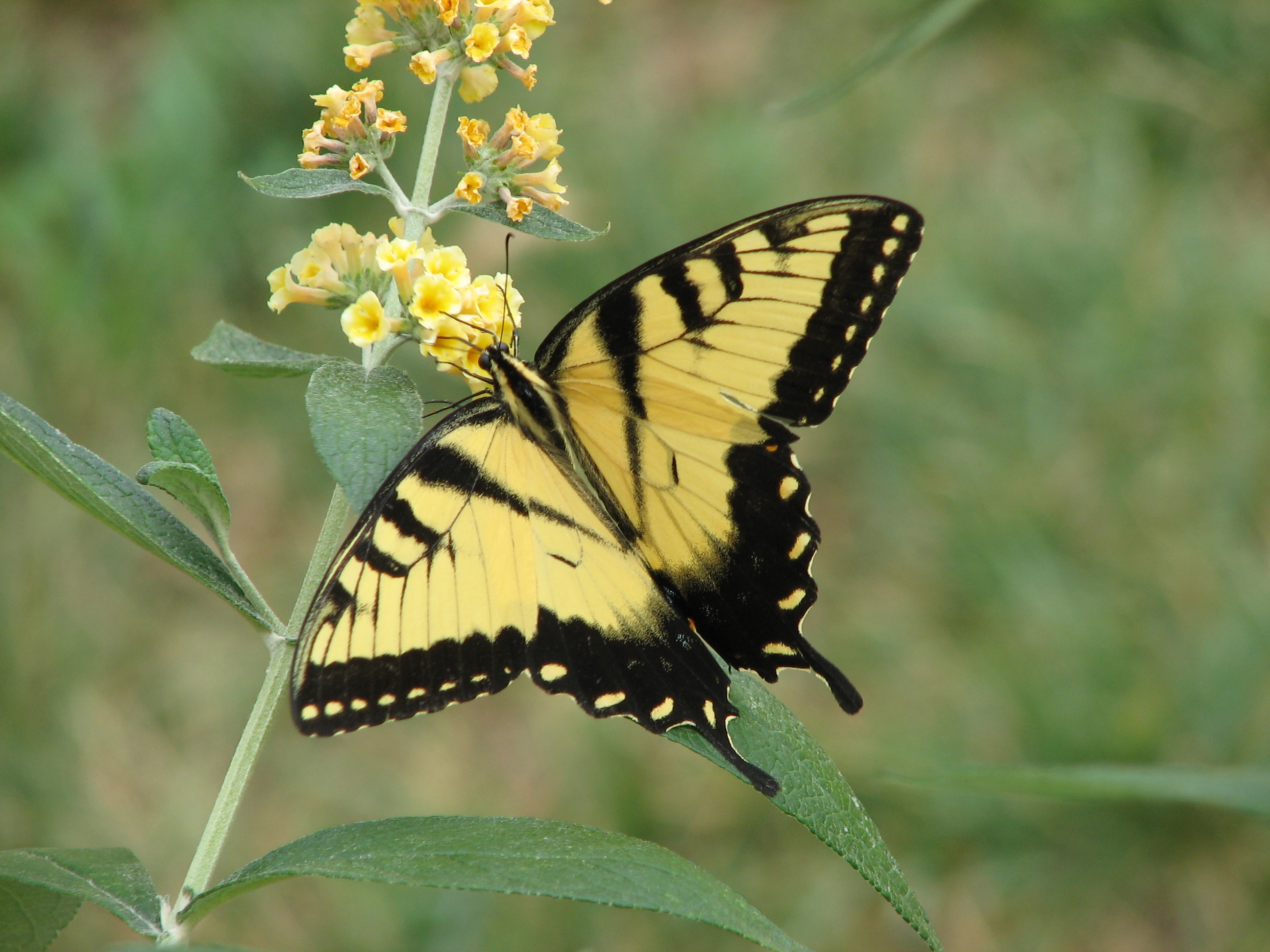
Papilio glaucus, waarvan Rothschild en Jordan dachten dat het dezelfde soort was als Papilio ajax.

Papilio ajax Linnaeus, 1758 is een wetenschappelijke naam die in 1758 door Linnaeus werd gegeven aan wat later een combinatie van drie vlindersoorten bleek te zijn. Na een verzoek daartoe door de entomoloog Steven Corbet, is de naam op de Official Index of Rejected and Invalid Specific Names in Zoology geplaatst. De naam heeft als wetenschappelijk naam geen status meer, anders dan als senior homonym; het is volgens de regels van de International Code of Zoological Nomenclature dus niet toegestaan nog een soort Papilio ajax te noemen.

## De naam gegeven door Linnaeus

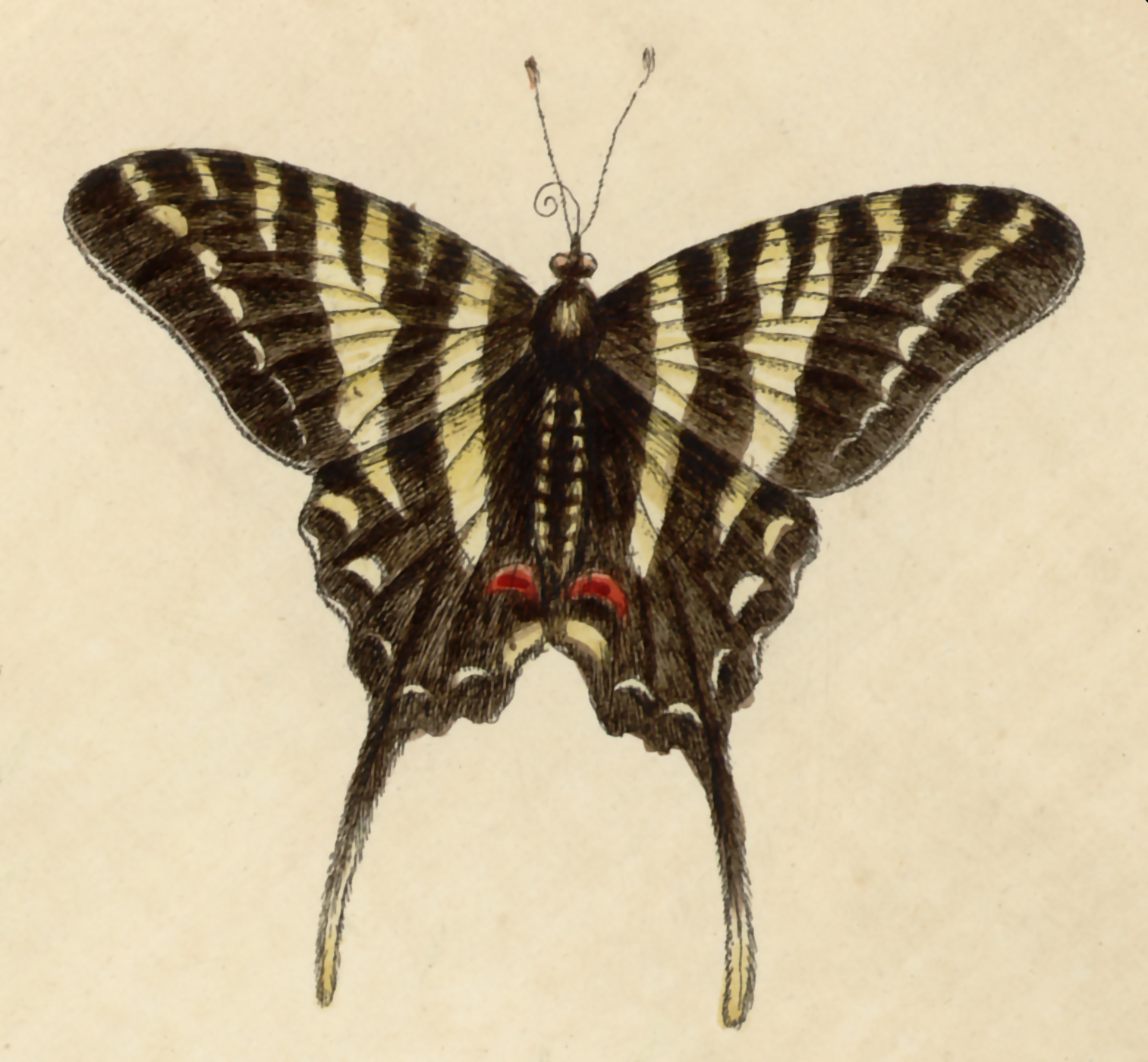
Edwards' afbeelding, door Linnaeus genoemd als referentie voor Papilio ajax

Linnaeus gaf de naam Papilio ajax in 1758 in de tiende druk van Systema naturae aan wat hij meende een soort te zijn, en hij plaatste die in het geslacht Papilio. Naast een korte beschrijving meldde hij dat de soort voorkwam "in America boreali" (in Noord-Amerika), en gaf hij verwijzingen naar "Raj. Ins. III. n. 2" (John Ray, 1710; Historia insectorum: 111, n° 2) en "Edw. av. 34" (George Edwards, 1743; A natural history of birds deel 1: 34). Bij Edwards zijn een beschrijving en een afbeelding te vinden, bij Ray een beschrijving en een referentie naar "Mouffet. Theat. Insect. p.98" (Thomas Muffet, 1634. Insectorum sive minimorum animalium theatrum; opus posthumus). Tot slot had Linnaeus een specimen in zijn collectie.

## Verwarring over de identiteit

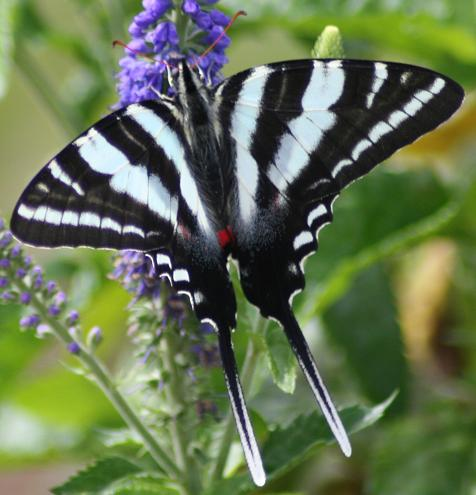
De - donkere - zomervorm van Protographium marcellus

Over de identiteit van Papilio ajax ontstond in de loop der tijd verwarring. De korte beschrijving was op meerdere soorten van toepassing, en de afbeeldingen van Muffet en van Edwards stelden onmiskenbaar verschillende soorten voor en waren daarnaast in conflict met Linnaeus' beschrijving. Bovendien noemde Linnaeus de afbeelding van Edwards in 1764 in zijn Museum Ludovicae Ulricae als illustratie bij de naam Papilio protesilaus Linnaeus, 1758, een heel andere soort. Het type, in de collectie van Linnaeus, die zich inmiddels bij de Linnean Society in Londen bevond, was voor veel entomologen niet te raadplegen. De naam werd door veel van hen gebruikt voor de soort die door Pieter Cramer in 1777 was benoemd en afgebeeld als Papilio marcellus (nu Protographium marcellus).
De verwarring leidde er onder meer toe dat Lionel Walter Rothschild en Karl Jordan in 1906 in hun Revision of the American Papilios de naam ajax afwezen, en die van Cramer gebruikten. Zij stelden dat de afbeelding van Edwards inderdaad onmiskenbaar Papilio marcellus van Cramer voorstelde. Daarnaast identificeerden ze de plaat van Muffet als een slechte afbeelding van Papilio glaucus Linnaeus, 1758. Tot slot betrof Linnaeus' beschrijving volgens hen de soort die door Johann Christian Fabricius in 1775 Papilio polyxenes was genoemd, en in 1782 door Pieter Cramer (ze bedoelden zijn opvolger Caspar Stoll) als Papilio asterius was afgebeeld. Ze baseerden zich daarbij op een afbeelding met de naam Papilio ajax die in 1764 door Carl Alexander Clerck was gepubliceerd, en die volgens Rothschild en Jordan ongetwijfeld door Linnaeus was beoordeeld voordat die werd uitgegeven, en volgens hen onmiskenbaar de soort voorstelt die zij als Papilio polyxenes van Fabricius kenden. Rothschild en Jordan betoogden dus dat de naam ajax in feite drie verschillende taxa betrof:
- Protographium marcellus (Cramer, 1777), voor wat de verwijzing naar Edwards betreft
- Papilio glaucus Linnaeus, 1758, voor wat de indirecte verwijzing naar Muffet betreft
- Papilio polyxenes asterius Stoll, 1782 voor wat de beschrijving en de latere afbeelding van Clerck betreft

## Onderzoek door Corbet

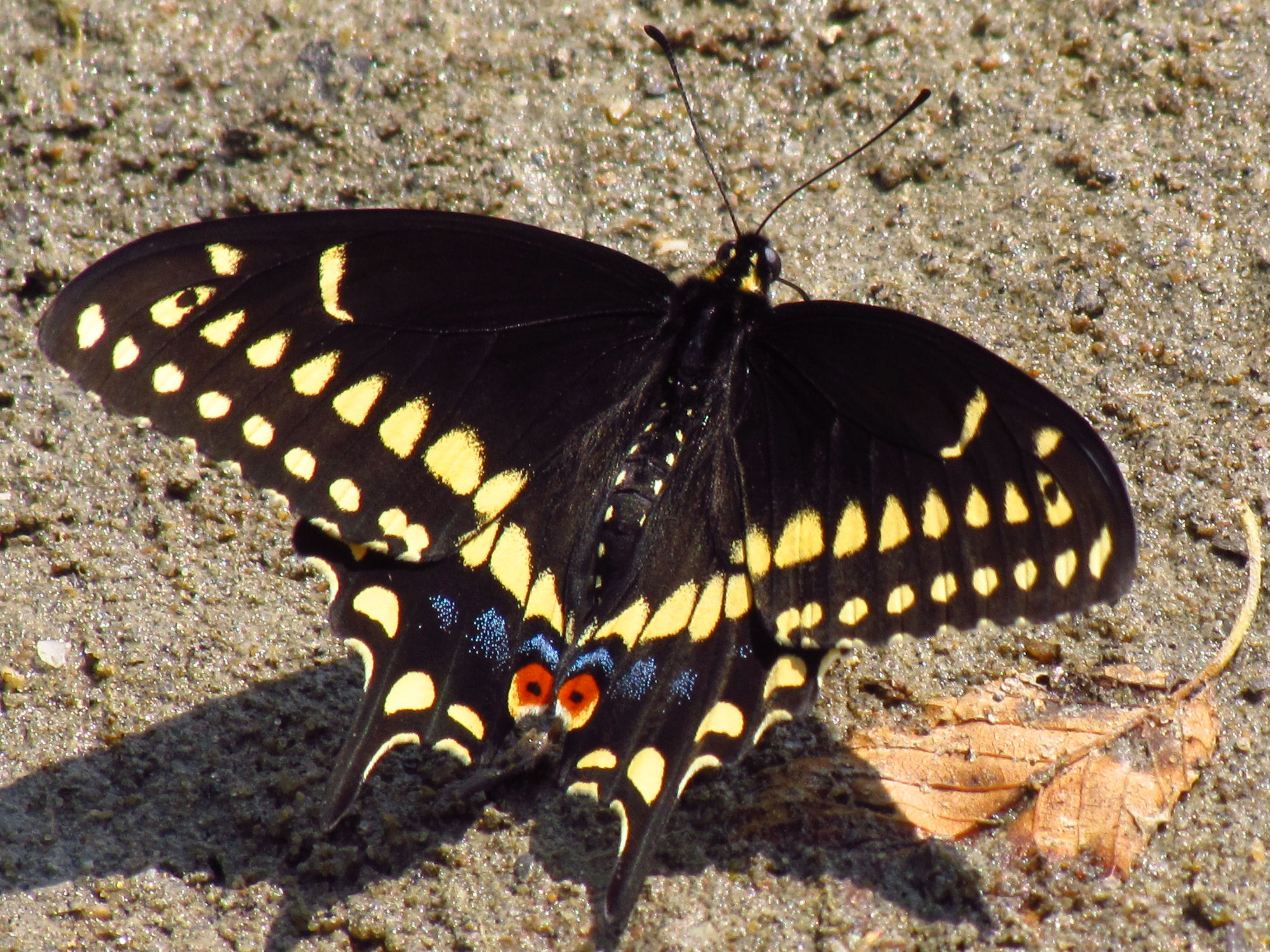
Papilio polyxenes

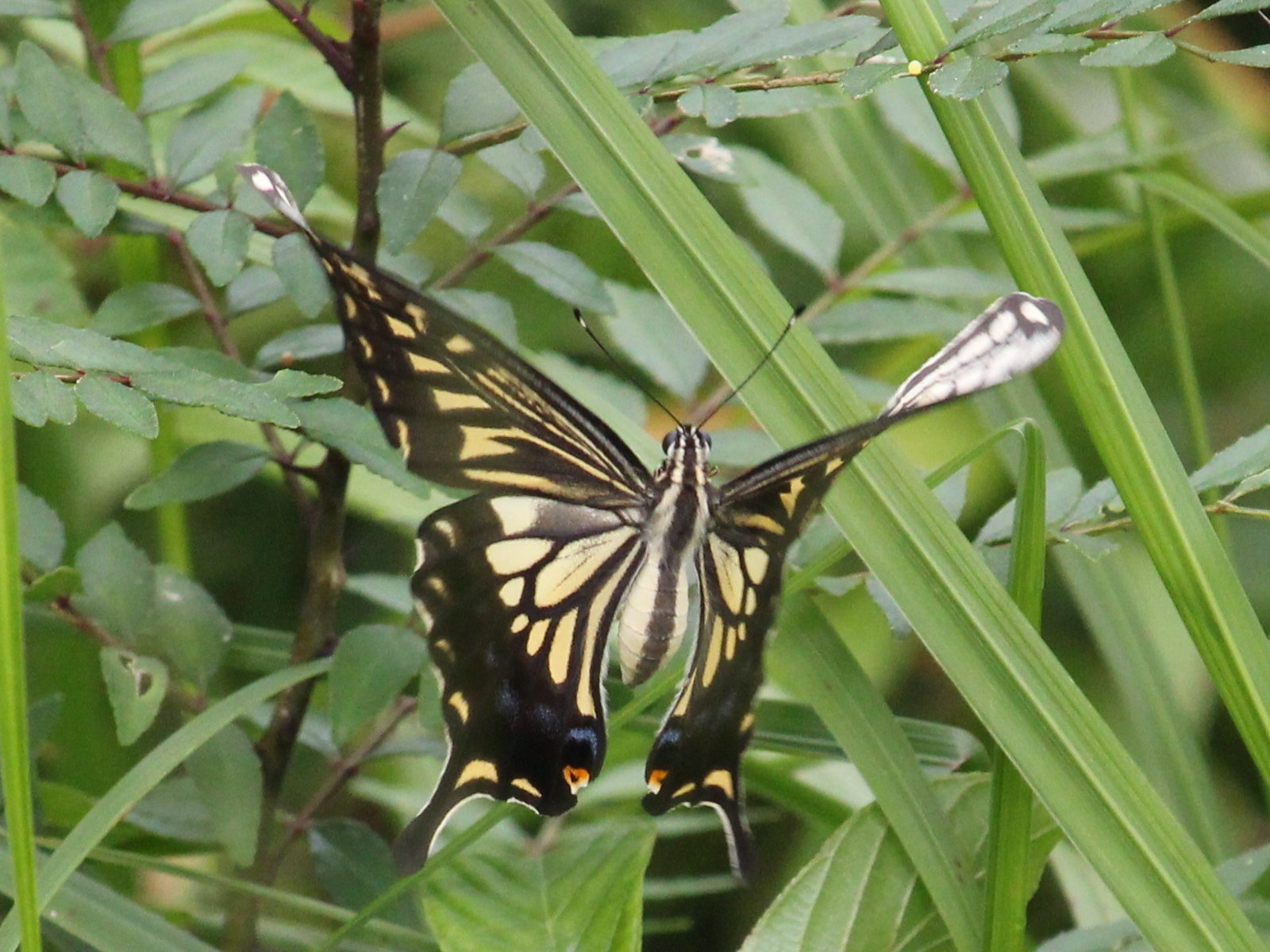
Papilio xuthus

In de veertiger jaren van de twintigste eeuw was Steven Corbet adjunct-curator van de insectencollectie van het Natural History Museum. Hij was bovendien een autoriteit op het gebied van de door Linnaeus benoemde vlinders, die wél toegang kreeg tot de collectie van de Linnean Society. Bij zijn onderzoek in die collectie vond Corbet het exemplaar dat ge-etiketteerd was met de naam Ajax in Linnaeus' eigen handschrift. Hij stelde vast dat het type-exemplaar van de naam niet uit Noord-Amerika kwam maar in 1751 door Pehr Osbeck was verzameld in Kanton, en in feite de soort betrof die Linnaeus in 1767 de naam Papilio xuthus had gegeven, een naam die sindsdien consequent voor die soort was gebruikt.

## Verzoek om de naam te verwerpen
Om een eind te maken aan de verwarring, deed Corbet in 1945 een verzoek aan de International Commission on Zoological Nomenclature om de naam ajax te verwerpen. Hij betoogde in zijn verzoek dat het strikt volgen van de prioriteitsregel zou betekenen dat voor Papilio xuthus voortaan de naam Papilio ajax moest worden gebruikt, wat een nieuwe bron van verwarring zou zijn omdat die naam al een tijd in gebruik was voor de Amerikaanse soort. Als de naam ajax verworpen werd was de enige consequentie dat de Amerikaanse soort voortaan de naam marcellus zou krijgen, een gebruik dat al in 1906 door Rothschild en Jordan in gang was gezet.
De behandeling van het verzoek werd vertraagd door het vele werk dat het zoölogisch congres van 1948 in Parijs voor de commissie met zich meebracht. Corbet overleed in mei 1948. In 1950 schreef Francis Hemming, de secretaris van de commissie, een notitie waarin hij aangaf dat het verwerpen van de naam ajax niet de enige mogelijkheid was om de stabiliteit van de namen zo goed mogelijk te waarborgen. Een tweede mogelijkheid was om voor de naam ajax een nieuw type te kiezen, waarbij het gebruik ervan voor de Noord-Amerikaanse soort kon worden voortgezet. Corbets verzoek en Hemmings notitie werden in 1951 samen gepubliceerd in The Bulletin of Zoological Nomenclature volume 2: 26-29 en 29-30.
In een reactie op het voorstel maakte Cyril Franklin dos Passos, van het American Museum of Natural History, duidelijk dat de naam ajax niet voor één maar voor twee soorten in Noord-Amerika regelmatig werd gebruikt: Papilio asterius en Papilio marcellus. Er was dus geen consistent gebruik dat door het handhaven van de naam met een nieuw type voortgezet kon worden.

## ICZNOpinion 286
De stemming over het voorstel ging van start op 7 april 1952 en sloot op 7 juli 1952. De uitslag was 16 vóór, 1 tegen en 1 onthouding. Het resultaat werd openbaar gemaakt als ICZN Opinion 286, waarin de naam ajax op de Official Index of Rejected and Invalid Specific Names in Zoology werd geplaatst, en de naam xuthus op de Official List of Specific Names in Zoology.
De naam xuthus was in de twaalfde editie van Systema naturae in 1767 door Linnaeus eerst als xanthus gegeven (pagina 751, n° 34). Hij had die naam in hetzelfde werk echter nog een tweede keer gebruikt (pagina 767, n° 122). In de ongepagineerde corrigenda, aan het eind van het boek, corrigeerde Linnaeus de eerste van de twee namen in xuthus. Omdat de commissie in een Opinion alle gerelateerde vraagstukken moet afhandelen, en iedere naam die behandeld is hetzij op de Index moet plaatsen, hetzij op de Official List, werd uiteindelijk ook de naam xanthus, zoals door Linnaeus in 1767 gepubliceerd op pagina 751 van Systema naturae (maar niet die van pagina 767), nog op de Index geplaatst.